# Barliu (Ililai)
Barliu ist ein Ortsteil der Siedlung Ililai im osttimoresischen Sucos Ililai (Verwaltungsamt Lautém, Gemeinde Lautém). Die Siedlung gehört zur Aldeia Samalari. Barliu liegt im Nordosten von Ililai, östlich des Flusses Dasidara, an der Küste der Straße von Wetar. Bis zur Gebietsreform gehörte Barliu zum Nachbarsuco Euquisi.